# Стародрожжановское сельское поселение
Стародрожжановское се́льское поселе́ние — муниципальное образование в Дрожжановском районе Татарстана Российской Федерации.
Административный центр — село Старое Дрожжаное.

## История
Статус и границы сельского поселения установлены Законом Республики Татарстан от 31 января 2005 года № 21-ЗРТ «Об установлении границ территорий и статусе муниципального образования "Дрожжановский муниципальный район" и муниципальных образований в его составе».

## Население
| 2002  | 2010  | 2011  | 2012  | 2013  | 2014  | 2015  |
| ----- | ----- | ----- | ----- | ----- | ----- | ----- |
| 4827  | ↘4659 | ↘4643 | ↘4602 | ↘4539 | ↘4505 | ↘4463 |
| 2016  | 2017  | 2018  | 2021  |       |       |       |
| ↘4375 | ↘4348 | ↘4310 | ↗4458 |       |       |       |

## Состав сельского поселения
| № | Населённый пункт | Тип населённого пункта       | Население |
| - | ---------------- | ---------------------------- | --------- |
| 1 | Новое Дрожжаное  | село                         | 1053      |
| 2 | Старое Дрожжаное | село, административный центр | ↘3113     |
| 3 | Старое Ильмово   | село                         | 442       |